# Đội hình (bóng đá)
Trong bóng đá, sơ đồ chiến thuật, sơ đồ đội hình hay đội hình mô tả vị trí các cầu thủ trong một đội nói chung trên sân. Bóng đá là một trò chơi linh hoạt và di chuyển nhanh, và ngoại trừ thủ môn thì vị trí của một cầu thủ trong đội hình không xác định vai trò của họ một cách cứng nhắc như đối với một cầu thủ bóng bầu dục, cũng như không có tập nào trong đó người chơi phải xếp hàng theo đội hình rõ ràng (như trong bóng đá lưới). Tuy nhiên, vị trí của một cầu thủ trong đội hình thường xác định liệu một cầu thủ có vai trò chủ yếu là phòng thủ hay tấn công và liệu họ có xu hướng chơi nghiêng về một phía sân hay tập trung ở giữa sân.
Đội hình thường được mô tả bằng ba hoặc bốn con số, biểu thị số lượng cầu thủ ở mỗi hàng của đội hình từ phòng thủ nhiều nhất đến tiền đạo nhất. Ví dụ, đội hình phổ biến "4–5–1" có bốn hậu vệ, năm tiền vệ và một tiền đạo. Các đội hình khác nhau có thể được sử dụng tùy thuộc vào việc một đội muốn chơi bóng đá tấn công hay phòng thủ hơn, và một đội có thể chuyển đổi đội hình giữa hoặc trong các trận đấu vì lý do chiến thuật.
Việc lựa chọn đội hình thường do người quản lý hoặc huấn luyện viên trưởng của đội đưa ra. Kỹ năng và kỷ luật từ phía các cầu thủ là cần thiết để triển khai một đội hình nhất định một cách hiệu quả trong bóng đá chuyên nghiệp. Đội hình cần được lựa chọn thường phụ thuộc vào các cầu thủ nào đang sẵn sàng tham gia trận đấu. Một số đội hình được tạo ra để giải quyết sự thiếu hụt hoặc điểm mạnh của các loại cầu thủ khác nhau.
Trong những ngày đầu của bóng đá, hầu hết các thành viên trong đội sẽ chơi ở vai trò tấn công, trong khi đội hình hiện đại hầu như luôn có nhiều hậu vệ hơn là tiền đạo.

## Danh pháp
Đội hình được mô tả bằng cách phân loại các cầu thủ (không bao gồm thủ môn) theo vị trí của họ dọc theo (không phải trên mặt sân), với nhiều cầu thủ phòng ngự hơn được đưa ra trước. Ví dụ: 4–4–2 có nghĩa là bốn hậu vệ, bốn tiền vệ và hai tiền đạo.
Theo truyền thống, những người cùng thể loại (ví dụ như bốn tiền vệ trong sơ đồ 4–4–2) thường chơi như một hàng ngang khá phẳng trên khắp sân, với những người chơi rộng thường chơi ở vị trí cao hơn một chút. Trong nhiều đội hình hiện đại, điều này không đúng như vậy, điều này đã dẫn đến việc một số nhà phân tích chia các cầu thủ thành hai dải riêng biệt, dẫn đến các đội hình bao gồm bốn hoặc thậm chí năm số. Một ví dụ phổ biến là 4–2–1–3, nơi các tiền vệ được chia thành hai cầu thủ phòng ngự và một cầu thủ tấn công; như vậy, sơ đồ đội hình này có thể được coi là một loại 4–3–3. Ví dụ về đội hình năm con số sẽ là 4–1–2–1–2, trong đó hàng tiền vệ bao gồm một tiền vệ phòng ngự, hai tiền vệ trung tâm và một tiền vệ tấn công; Sơ đồ này đôi khi được coi là một loại 4–4–2 (cụ thể là 4–4–2 hình thoi, đề cập đến hình thoi được tạo thành từ bốn tiền vệ).
Hệ thống đánh số này không xuất hiện cho đến khi sơ đồ đội hình 4–2–4 được phát triển vào những năm 1950.